# Anne Koldings
Anne Koldings, även Ane eller Anna, död i juli 1590, var en kvinna som brändes på bål för häxeri i Köpenhamn i Danmark. Hon var en av de huvudmisstänkta i häxprocessen i Köpenhamn sommaren 1590, som hölls som en parallell rättegång till den berömda häxprocessen i North Berwick i Edinburgh i Skottland.
Vintern 1589 skickades prinsessan Anne av Danmark för att gifta sig med kung Jacob VI av Skottland. På vägen över Nordsjön blåste det upp en fruktansvärd storm, och fartyget kunde bara med svårighet undvika att sjunka. Skeppet styrde i stället till i Oslo i Norge, dit den skotske kungen sedan kom, och bröllopet firades. 
Riksmarskalken som anfört flottan anklagade finansministern Christoffer Valkendorff för att ha utrustat skeppen för dåligt för att kunna tåla en storm. Valkendorff försvarade sig med att stormen hade orsakats av att häxor hade samlats i Karen Vävares hus och trollat fram smådjävlar som följt efter skeppen i tomma öltunnor och hängt sig i kölen, något som en finansminister inte hade kontroll över. 
Bakgrunden till detta var att han hade fått Köpenhamns borgmästare att utverka ett erkännande om att häxor hade förorsakat stormen. Det fanns just då en kvinna, Anne Koldings, som satt i fängelse för ett orelaterat häxerimål och hade dömts som skyldig för trolldom. Koldings ansågs vara en mycket farlig häxa och fick öknamnet "Djävulens moder".  Efter att ha dömts som skyldig underkastades hon tortyr för att ange medbrottslingar. Hon fick ta emot flera besök då hon väntade på sin avrättning, och erkände för två präster och tre kvinnliga besökare. Borgmästaren uppgav senare att han på Valkendorffs uppmaning hade fått Koldings att erkänna sig skyldig till att ha orsakat stormen mot flottan. 
Anne Koldings angav efter tortyr fem kvinnor som hade medverkat i den sammankomst i Karens hus, där de sades ha orsakat stormen genom att sända smådjävlar upp på kölen till prinsessans skepp. Anne Koldings brändes levande på bål i juli 1590. Därefter greps de personer hon utpekat. Bland de kvinnor hon angav var borgmästarens hustru Malin. Även Margrete Jakob Skrivers, vars man förgäves ställde upp till hennes försvar, arresterades på Koldings utpekande. Karen Vävare arresterades i juli 1590. Hon bekände att hon hade orsakat stormen tillsammans med andra häxor och pekade ut de övriga, som hade medverkat vid samma häxsammankomst som den avrättade Anne Koldings. 
Tolv personer utöver Koldings brändes på Kronborg i Helsingör under denna häxprocess.  Även i Skottland hölls en häxprocess för att utreda vem som var skyldig till att ha orsakat stormen. Denna var en av de mest berömda häxprocesserna i Europa, där fyrtio människor avrättades mellan 1590 och 1591. 